# Erylus mamillaris
Erylus mamillaris är en svampdjursart som först beskrevs av Schmidt 1862.  Erylus mamillaris ingår i släktet Erylus och familjen Geodiidae. Inga underarter finns listade i Catalogue of Life.